# EMTEC

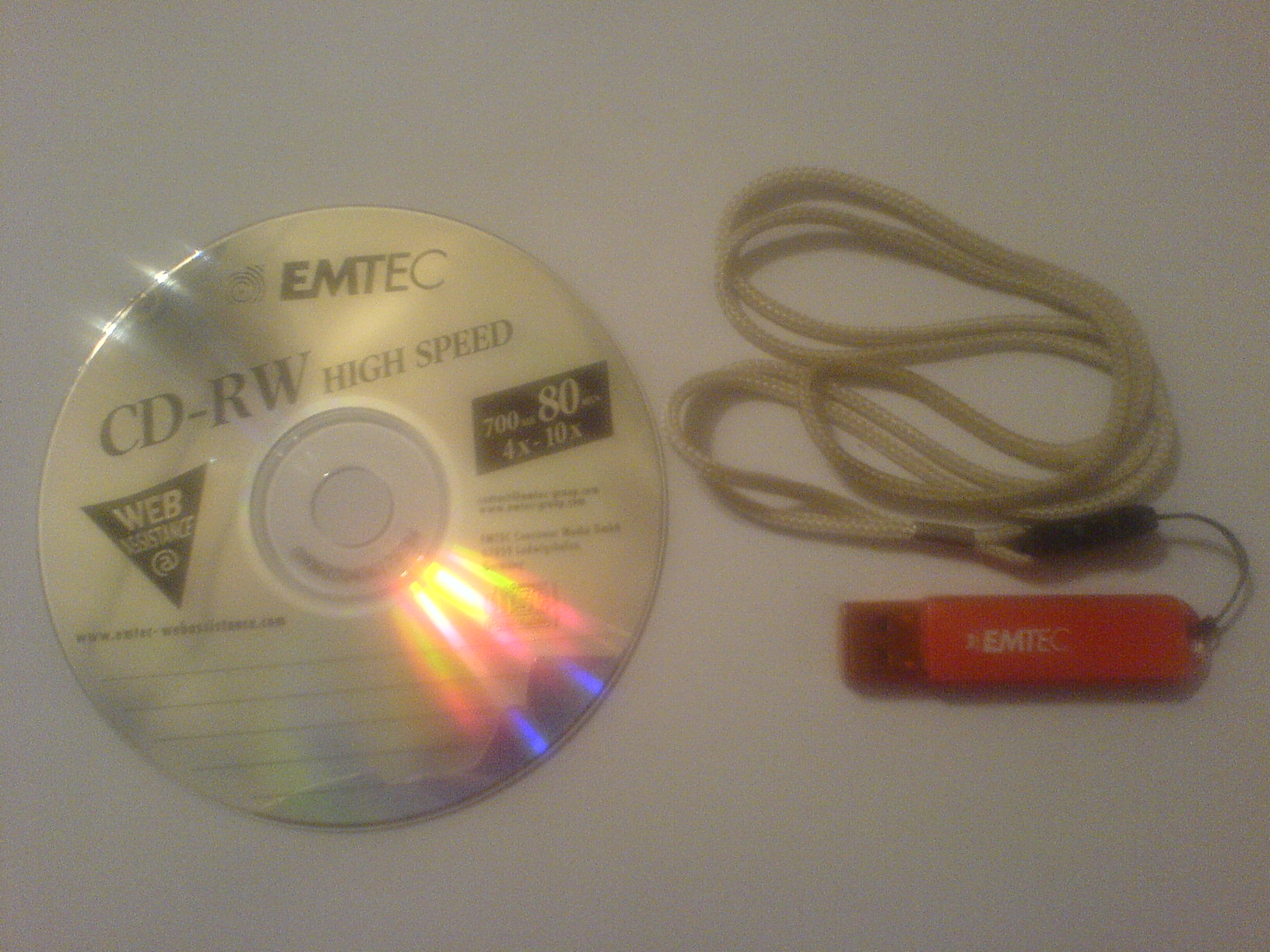
Produkty firmy EMTEC

EMTEC (European Multimedia Technologies) – francuskie przedsiębiorstwo, z siedzibą w Gennevilliers, we Francji, zajmujące się produkcją i dystrybucją materiałów eksploatacyjnych do urządzeń elektronicznych, takich jak: nośniki magnetyczne, optyczne, papier do wydruków fotograficznych, pamięci typu flash i inne, o mniejszym znaczeniu w wolumenie sprzedaży firmy.

## Historia
- 1991 – niemiecka firma chemiczna BASF nabywa część firmy Agfa, zajmującą się produkcją nośników magnetycznych. Powstaje BASF Magnetics.
- 1996 – BASF Magnetics zostaje sprzedane koreańskiemu koncernowi KOHAP
- 1997 – zmiana nazwy z BASF Magnetics na EMTEC Magnetics.
- 1999 – EMTEC zostaje licencjonowanym producentem produktów technologii LTO.
- 2004 – EMTEC zostaje przejęty przez MPO Group.
- 2006 – EMTEC Polska ogłasza upadłość wskutek transferu kapitałów do francuskich właścicieli, zostaje pozbawiony możliwości dalszej działalności operacyjnej i zostaje przejęty przez The Dexxon Group.

## Jednostki zależne
- RPS – utworzony z Rhône-Poulenc Systèmes
- PYRAL – utworzony z Rhône-Poulenc Systèmes
- EMTEC Magnetics GmbH – zlikwidowany.
- EMTEC Consumer Media GmbH
- EMTEC DataStoreMedia, Inc. – oddział w Ameryce